# Resolutie 933 Veiligheidsraad Verenigde Naties
Resolutie 933 van de Veiligheidsraad van de Verenigde Naties werd unaniem aangenomen op 30 juni 1994. Deze resolutie verlengde de UNMIH-vredesmacht in Haïti met een maand.

## Achtergrond
Na decennia onder dictatoriaal bewind won Jean-Bertrand Aristide in december 1990 de verkiezingen in Haïti. In september 1991 werd hij met een staatsgreep verdreven. Nieuwe verkiezingen werden door de internationale gemeenschap afgeblokt, waarna het land in de chaos verzonk. Na Amerikaanse bemiddeling werd Aristide in 1994 in functie hersteld.

## Inhoud

### Waarnemingen
De Veiligheidsraad was diep bezorgd omdat de inzet van de UNMIH-missie nog steeds verhinderd werd, onder meer door het Haïtiaanse leger. De Organisatie van Amerikaanse Staten had in een resolutie gevraagd het mandaat van UNMIH te versterken. Het was van belang dat de missie zodra mogelijk werd ingezet.
De recente escalatie van het geweld en de benoeming van de zogenoemde "de facto III-regering" werden veroordeeld. Ook ging de humanitaire situatie achteruit. De internationale gemeenschap moest op dat vlak meer bijstand verlenen.

### Handelingen
De Veiligheidsraad besloot UNMIH's mandaat te verlengen tot 31 juli. De militaire autoriteiten in Haïti weigerden het (vredes)akkoord uit te voeren, wat betreurd werd.
Secretaris-generaal Boutros Boutros-Ghali werd gevraagd om tegen 15 juli te rapporteren met aanbevelingen over de sterkte, samenstelling, kost en duur van UNMIH en ook onder meer de bijstand die de missie kon bieden aan de democratische regering van Haïti (als die terug was) in verband met veiligheid, ordehandhaving en verkiezingen.
Hij mocht de missie klaarmaken voor vertrek. Ook de lidstaten werd gevraagd troepen, politie, personeel, uitrusting en logistieke steun klaar te houden. Intussen werd de situatie in Haïti in het oog gehouden, om tot de inzet van UNMIH over te gaan zodra dat mogelijk was.

## Verwante resoluties
- Resolutie 905 Veiligheidsraad Verenigde Naties
- Resolutie 917 Veiligheidsraad Verenigde Naties
- Resolutie 940 Veiligheidsraad Verenigde Naties
- Resolutie 944 Veiligheidsraad Verenigde Naties

Lijst ·  893 ·  894 ·  895 ·  896 ·  897 ·  898 ·  899 ·  900 ·  901 ·  902 ·  903 ·  904 ·  905 ·  906 ·  907 ·  908 ·  909 ·  910 ·  911 ·  912 ·  913 ·  914 ·  915 ·  916 ·  917 ·  918 ·  919 ·  920 ·  921 ·  922 ·  923 ·  924 ·  925 ·  926 ·  927 ·  928 ·  929 ·  930 ·  931 ·  932 ·  933 ·  934 ·  935 ·  936 ·  937 ·  938 ·  939 ·  940 ·  941 ·  942 ·  943 ·  944 ·  945 ·  946 ·  947 ·  948 ·  949 ·  950 ·  951 ·  952 ·  953 ·  954 ·  955 ·  956 ·  957 ·  958 ·  959 ·  960 ·  961 ·  962 ·  963 ·  964 ·  965 ·  966 ·  967 ·  968 ·  969